# FAW-Volkswagen
La Faw-Volkswagen automotori srl è stata fondata il 6 febbraio 1991, e riconosciuta ufficialmente dalla Repubblica Popolare Cinese nell'agosto 1997.
L'azienda è una società mista che comprende una ditta cinese di automobili, la First Automobile Works, la Volkswagen, l'Audi e la sezione cinese della Volkswagen. L'azienda opera nel settore automobilistico con produzione su larga scala.
Nel 1991, dopo essere stata fondata, iniziò a produrre automobili con un capitale registrato di 3 miliardi e 721 milioni di yuan, mentre le sue proprietà ammontano a 670 milioni di yuan.
Nel 2008 la Yiqi e la Volkswagen avevano un capitale registrato di 7 miliardi e 812 milioni di yuan mentre le proprietà raggiungevano la quota di 32 miliardi e 300 milioni di yuan.
Stando alle statistiche dell'Associazione industriale automobilistica cinese, la FAW-Volkswagen ha venduto nel 2005 circa 238.300 automobili, andandosi a stabilire come terza industria nel settore in questione dell'intera Cina. Stando alle statistiche del 2006, ogni giorno venivano prodotte duemila automobili. Allo stesso tempo, automobili complete, componenti e parti varie vengono esportate.
La ditta ha fabbriche di automobili intere nelle città di Changchun e di Chengdu. Lo staff iniziale superava le diecimila unità.
Nel 2010 la FAW-Volkswagen ha aperto quattro impianti a Foshan, nel Guangdong.